# Alografia
Alografia, no grego significando "escrita", tem vários significados, todos os seus se relacionando em como as palavras e os sons são escritos. Entre eles a se escrever diferentes formas de letras.